# Windjammers (videojuego)
Windjammers es un juego de deportes de arcade lanzado por Data East en el sistema de arcade Neo Geo en 1994. Las mecánicas del juego son semejantes a las de Pong o el hockey de aire, donde los jugadores lanzan el disco continuamente hacia el arco del oponente. El juego puede jugarse contra la computadora o contra otro jugador. DotEmu porteó el juego para PlayStation 4 y PlayStation Vita en agosto de 2017, Nintendo Switch en octubre de 2018, y iiRcade en febrero de 2021. Dotemu desarrollaría y distribuiría más tarde una secuela, Windjammers 2, que fue lanzada en PlayStation 4, Xbox One, Nintendo Switch, PC y Google Stadia el 20 de enero de 2022.

## Jugabilidad
Los jugadores eligen a uno de seis personajes jugables, cada uno con sus propios parámetros de velocidad/poder y lanzamientos especiales. Cada jugador podrá moverse dentro de su área en cualquiera de las ocho direcciones. Deberán jugar defensa y ofensa en su lado, evitando que el disco entre a su zona de goles, y lanzando el disco al lado del oponente para lograr una puntuación. Los jugadores se lanzarán el disco entre sí (y la velocidad del disco aumentará por cada lanzamiento) hasta que uno consiga una puntuación, haciendo que el disco sea reiniciado por un réferi, quien le lanzará el disco al jugador que anotó para que pueda sacar. Existen las zonas de goles amarillas que otorgan tres puntos al recibir un disco, y las zonas rojas que otorgan cinco puntos. Además, no atrapar el disco en el aire se considera un «Miss» y le otorgará dos puntos al oponente. Cada uno de los seis tipos de escenario varía en tamaño y posición de las zonas de goles.
Mientras que el oponente sostenga el disco, el jugador actuará de forma defensiva al intentar tomar el disco y evitar que entre en su zona. Para detener al disco, el jugador simplemente deberá entrar en contacto con él. A veces, el disco podrá ser lanzado hacia arriba, el oponente, la red, las barreras, o a veces podrá rebotar en la espalda del jugador, donde aparecerá un punto en el campo mostrando dónde caerá el disco, y se podrá atajar al disco al pararse en dicho punto.
Mientras el jugador sostiene el disco, actuará de forma ofensiva lanzándolo a la zona del oponente. El jugador no puede moverse al sostener el disco, y no podrá retenerlo por más de unos pocos segundos. Para lanzar, deberá apuntar con el joystick en la dirección deseada y pulsar el botón primario. El jugador puede lanzarlo directamente hacia la zona del adversario o intentar rebotarlo con las paredes o las barreras, en caso de haber en el campo.
Cuando se juega contra la computadora, el jugador jugará un partido contra cada personaje (incrementando la dificultad del siguiente personaje cada vez) hasta que todos sean vencidos, y ganará el juego. Cuando se juega de a dos, se jugará un partido entre los dos jugadores. Un partido consiste de 3 sets que duran 30 segundos por defecto, y hasta 99 segundos en la versión de arcade (donde el temporizador no se detiene cuando se acierta un gol, a diferencia de la mayoría de los deportes). Un set acabará cuando un jugador alcance 12 puntos (y dicho jugador gana el set) o hayan pasado 30 segundos (y ganará el jugador con la mayor cantidad de puntos). En caso de un empate, ambos jugadores ganan el set. El jugador que gane dos sets ganará el partido, pero en caso de que ambos hayan empatado los dos primeros sets (dándoles a ambos dos victorias) se jugará una ronda de muerte súbita en la que el primer jugador en anotar un punto de cualquier forma ganará.

### Personajes
El juego dispone de seis personajes jugables, cada uno con diferentes parámetros y un movimiento especial único.
| Personajes                  | Estilo de juego | Movimiento especial |
| --------------------------- | --------------- | ------------------- |
| Loris Biaggi                | Balanceado      | Thunder Loop        |
| Jordi Costa                 | Balanceado      | Rocket Diagonal     |
| Steve Miller[lower-alpha 2] | Rápido          | Sideburner          |
| Hiromi Mita                 | Rápido          | Fire Snake          |
| Gary Scott                  | Fuerte          | Missile Throw       |
| Klaus Wessel                | Fuerte          | Blitzkrieg          |

## Ports
El 22 de junio de 2010, el juego fue relanzado en la consola virtual de la Wii en Japón. Tras la bancarrota de Data East, los derechos del juego fueron adquiridos por Paon DP, una compañía que contrató a algunos exempleados de Data East y que ha desarrollado algunos títulos de Neo Geo Pocket Color para SNK (como SNK Gals Fighters). Fue removido de la consola virtual el 24 de diciembre de 2013, volviéndolo el único juego removido de Neo-Geo de la consola virtual.
Un port del juego con multijugador en línea fue lanzado por DotEmu para PlayStation 4 y PlayStation Vita el 29 de agosto de 2017, y para Nintendo Switch el 23 de octubre de 2018.

## Recepción
En Norteamérica, la edición de abril de 1994 de RePlay reportó que Windjammers fue el 14.º juego de arcade más popular del momento. La edición de julio de 1994 de Play Meter lo listó como el 19.º juego más popular de arcade del momento.
En Japón, Game Machine clasificó a Windjammers en su número del 1 de mayo de 1994 como la 22.ª unidad de arcade más exitosa del mes, superando a títulos como Samurai Shodown. De acuerdo con Famitsu, la versión de Neo Geo CD vendió más de 4.307 copias en su primera semana en el mercado.

### Reseñas en retrospectiva
El sitio web de videojuegos Giant Bomb comenzó a jugar regularmente el juego en cámara en 2013, dándole finalmente su premio al «juego viejo del año». El mismo sitio web clasificó posteriormente al juego como finalista al «juego viejo del 2017» en los Game of the Year 2017 Awards.
En 2014, HobbyConsolas identificó a Windjammers como uno de los veinte mejores juegos de la Neo Geo AES.
El juego también ha disfrutado de un resurgimiento en popularidad gracias a la creciente escena competitiva. En 2018, apareció en el campeonato anual de juegos de pelea Evolution Championship Series (EVO) en Las Vegas como un torneo secundario.